# Angyal (heraldika)
Az angyal Isten követe a zsidó-keresztény hitvilágban. A latin angelus és görög angelosz a héber malach 'követ, hírnök' tükörfordítása. Az Ótestamentumban „Isten fiai”-nak nevezték az angyalokat, sosem alszanak, elevenek, Isten szemei, tüzes kövek, hajnalcsillagok, tűzfáklyák, nagy erejű hősök stb. A Sátán (Lucifer) eredetileg angyal volt, de fellázadt Isten ellen, ezért társaival kiűzték a mennyből. Az Arkangyalok „megvilágító” angyalok is, mert vigyázzák, megvilágítják és irányítják az angyalok csoportjait és az emberiség minden részletét. Mivel minden arkangyalnak és angyalnak az a feladata, hogy segítsék az embereket, bármikor és bármilyen problémával kapcsolatban hívhatják őket, segítenek, de mások megsegítése céljából is lehet hívni őket.

## Az angyalok hierarchiája
"Szeráfok állanak vala felette [az Isten felett]: mindeniknek hat-hat szárnya vala: kettővel orczáját fedé be, kettővel lábait fedé be, és kettővel lebegett." (Ézsaiás könyve 6: 2.)
"Két szárnyon emeltetik-fel ember a földtül, az együgyüségen és tisztaságon." [Pázmány Péter: Kempis tamásnak a Krisztus követéséről írt négy könyve. 1604. 124.] (NySz. I. 631.); "Az angialok soha meg nem venhesznek, meg nem fogiatkoznak." [Félegyházi Tamás: A keresztény hitnek részeiről való tanítás. Debrecen, 1583. 81.] (NySz. I. 896.); "Az angyalokat, 
noha ők is testetlenek, mint az isten, kiábrázták." [Pázmány Péter: Alvinczi Péterhez iratott öt szép levél. Pozsony, 1609. 59.] (NySz. I. 1221.)
Az Újtestamenum csak utal az angyalok hierarchiájára, mely a patrisztikában következetesen kidolgozott rendszer, kilenc testülettel vagy hierarchiával (szeráfok, kerubok, trónok, uralkodók, legfőbbek, hatalmasok, állhatatosok, arkangyalok, angyalok), miközben a rangsor gyakran változik. A kései ókori keresztény angeológia az ősi babilóniai bolygórendszer alapján az angyalokat a planéták száma szerint hét égi rendbe, kilenc kórusba és három triászba csoportosította. Pszeudo-Dionűszosz Az égi hierarchiákról (5. század) című műve szerint a háromszor három rend a következő: 1. szeráfok, kerubok, királyi székek, 2. uraságok, erények, hatalmasságok, 3. fejedelemségek, arkangyalok, angyalok. Az első csoport Istent veszi körül és neki hódol.
A szeráfok vörösek és csak a fejük látszik. Hat szárnyuk van, kettővel az arcukat takarják el Isten előtt, kettő a lábukat fedi, kettővel lebegnek. Ez a hatágú csillagforma-ábrázolás egészen a reneszánsz puttó-ábrázolásokig fennmaradt. A szeráfok gyertyát tarthatnak a kezükben. Isten trónját körülvéve különböző hangokkal és a szférák zenéjével dolgoznak. Egyfolytában Istent dicsőítik s így a hangok segítségével egyensúlyban tartják a bolygók mozgását és a mennyeket.
Az Ószövetség kerubjai szárnyas, szfinx-szerű lények. Velük azonos a négy apokaliptikus fenevad, majd az evangelisták jelképei, melyeknek ember-, bika-, oroszlán- és sasarca van. A szeráfoktól a színük (kék vagy arany) különbözteti meg a kerubokat. A kerubok könyvet tarthatnak a kezükben. A Kerubok a Napból, a Holdból és a csillagokból sugárzó fény őrzői, nevük pedig imádkozót vagy bölcsességet jelent.
A királyi székek az isteni trónust testesítik meg. A második hármas kormányozza a csillagokat és az elemeket, a harmadik csoport tagjai a földi fejedelemségek, királyságok őrangyalai. A királyi székek trónt, a koronás uraságok jogart és országalmát a tarthatnak a kezükben, az erények liliomot vagy piros rózsát, a hatalmasságok és a többi alacsonyabb rend tagjai páncélt viselhetnek.
Az Uraságok a náluk alacsonyabb rangsorban lévő Angyali csoportoknak a kormányzói és szabályozói. Feladatuk, hogy tanácsokkal lássák el ezeket az Angyalokat. Az ábrázolásokon jobb kezükben arany pálcát tartanak, a bal kezükben Isten Pecsétjét.
Az Erények az ötödikek az Angyalok rangsorában. Két angyal közülük jelen volt Jézus Mennybe menetelénél. A csodák és az áldások Angyalainak tartják őket. Az Isteni fényt képesek hatalmas erővel sugározni, ezért gyakran utalnak rájuk ragyogó vagy fényes jelzővel.
A Hatalmasságok a hatodik helyet kapták az Angyalok között. Ők felügyelik a halált, a születést és az újjászületést. E csoport tagjai vezetik az Akasha krónika feljegyzéseit. Az Akasha krónika a szellemi világban lévő minden tudás kalendáriuma, melyben leírva megtalálható a lélek fejlődése során előforduló összes cselekedet és gondolat. Azonkívül megvédik lelkünket a gonosz lényektől, és bosszút állnak a világban munkálkodó gonoszon.
A Biblia szerint a hét arkangyal az angyalok fejedelme. A legnépszerűbbek Mihály (az ítélkező, a Gonosz legyőzője, a mennyei seregek vezére, Izrael ővédnöke, a középkor lovagias szentje; attribútuma a kard és a mérleg), Gábriel (a hírhozó; attribútuma a liliom vagy a Merkur-pálca) és Rafael (a gyógyító és az első őrangyal).

## Az angyalok a heraldikában
A heraldikában általában szőke, hosszú fehérruhás nőalakként ábrázolják, a hátán hattyúszárnyakkal. A magyar városok címereiben is megjelenik az angyal. Mivel a városok nem vettek részt személyesen a csatában (csak városi csapataik által) a korai magyar címerszemléletben az a nézet terjedt el, hogy nem viselhetnek sisakot, ezért a pajzs fölött azt angyallal helyettesítették, mely egyfajta pajzstartó lett és az egyik legkorábbi pajzstartó-típus volt a heraldikában. Ezt az eljárást használták a női címereken is. Angyalos címere volt Kassának és Bártfának, és a 19. században a magyar államcímer pajzstartója is két angyal lett. A 15. századtól általában angyalok voltak a magyar 
céhcímerek pajzstartói (Csehországban oroszlánok, Ausztriában griffek).
A bautzeni Ortenburg-vár kaputornyán látható emlékművön Mátyás király fejére uralkodása csúcspontján (1486) angyalok tesznek koronát.
Előfordul címerképként is. A Sexty család címerében angyal, a Barkóczy család címerében és a Ferences Rend nagycímerének második mezőjében szeráf van, mely azt a pillanatot jelképezi, amikor Krisztus megjelent Ferencnek, valamint a "szeráfi szeretet"-re is vonatkozik, amire az Ószövetségben találunk utalást, és Szent Ferenc életének egyik vezérmotívuma volt.
A legfontosabb svéd lovagrend, a Szeráf Rend jelvényét a rendjel keresztjének szárai között szeráffejek töltik ki és a nyaklánc szemeit is ezek képezik.